# Бонітування
Бонітува́ння сільськогосподарських тварин (від лат. bonitas — «доброта, добра якість») — комплексна оцінка племінних та підконтрольних тварин за племінними та продуктивними якостями й типом тварин.
Бонітування сільськогосподарських тварин — система оцінки племінних якостей тварини за комплексом господарчо корисних ознак. За його результатами визначають подальше призначення тварини: введення у відтворну групу (плем'ядро), виранжування або вибракування. Бонітують тварин за породністю, походженням, розвитком, конституцією та екстер'єром, продуктивністю, відтворними якостями і потомством.
Удосконалення методів бонітування — процес постійний, спрямований на підвищення точності визначення племінної цінності тварин, розробку диференційованих для кожної породи стандартів бажаного типу, оптимізацію економічного значення окремих селекційних ознак, підвищення рівня об'єктивності.

## Організація проведення бонітування
Організацію проведення бонітування здійснюють Міністерство агропромислового комплексу Автономної Республіки Крим, головні управління сільського господарства і продовольства обласних державних адміністрацій разом із галузевими структурними підрозділами Мінагрополітики України й науково-дослідними установами УААН.
При проведенні бонітування племінних тварин бонітування може проводитися в усіх господарствах, що мають племінних тварин, незалежно від належності та підпорядкованості, їх організаційно-правових форм і форм власності.
Бонітування здійснює бонітувальна комісія. До складу комісії входять: спеціалісти господарства (зоотехніки та ветеринарні спеціалісти) — за призначенням керівника (власника) підприємства (господарства); представники управлінь сільського господарства і продовольства районних державних адміністрацій — за наказом управлінь сільського господарства і продовольства районних державних адміністрацій; фахівці з відповідною кваліфікацією, що пройшли атестацію, галузевих підприємств, об'єднань, асоціацій тощо, селекційних центрів, наукових установ.

## Інструкції з бонітування
Перед проведенням бонітування заповнюють необхідні дані племінного і зоотехнічного обліку. Кожну тварину і все стадо обстежують, аналізують ветеринарний стан, відновлюють втрачені або нечіткі індивідуальні номери. Основне завдання бонітування — розподілення всіх тварин стада на категорії: племінні, товарні, брак.
Основні положення і порядок оцінки окремих видів тварин передбачаються спеціальними інструкціями, які є обов'язковими для комісій по проведенню бонітування.
Інструкції з бонітування затверджуються Міністерством розвитку економіки, торгівлі та сільського господарства Таким чином, тварин бонітують згідно з діючою Інструкцією для бонітування. Велику рогату худобу бонітують згідно з діючою інструкцією для бонітування молочних і молочно-м'ясних порід, кролів — відповідно до Інструкції з бонітування кролів, овець — відповідно до діючої Інструкції з бонітування овець, свиней — відповідно до Інструкції з бонітування свиней. Існують також Інструкції для бонітування породних тварин: Інструкція з бонітування коней гуцульської породи.
При бонітуванні проводиться:
- Визначення породності тварин (наявність у тварин успадкованих, типових для породи ознак). Породу і породність тварин встановлюють за даними походження і породності батьків з обов'язковим оглядом тварин та оцінкою вираженості бажаного типу породи. За породністю тварин розподіляють на чистопородних і помісних. До помісних належать тварини, одержані від схрещування двох або більше неспоріднених порід. Ступінь породності при схрещуванні визначають на підставі даних про походження.
- Оцінка ознаки при визначенні класу тварин (жива маса, довжина тулуба, конституція, екстер'єр, оцінка за власною продуктивністю та сумарний клас батьків, оцінка за відтворювальною здатністю, інтенсивність росту);
- Оцінка тварин за індивідуальними якостями (у м'ясо-молочних корів — молочна продуктивність, за надоєм, кількістю молочного жиру та білка; інтенсивність росту; в овець — густота, довжина, складчатість та тонина волокон вовни, оброслість, звивистість та вирівняність волокон за тониною, колір, кількість і якість жиропоту(суміш вовнового жиру (ланоліну) та поту), еластичність і шовковистість; блиск; пружність; звалювальна здатність вовни і ін.; інформація про наявність вад та дефектів будови тіла тварин).
- Визначення комплексного класу тварин (проводять за 100-бальними шкалами зазначеними в додатках до Інструкцій);
- Інше, зазначене в Інструкції.

Як правило, бонітують некастрованих самців і самок; кастратів і тварин на відгодівлі не бонітують. Оцінка тварин є комплексною. Основними показниками, за якими оцінюють тварин, є продуктивність, жива вага, екстер'єр, конституція, походження, якість потомства, а також особливості їх господарського використання. На підставі оцінки за комплексом ознак тварин відносять до одного 8 класів.
- для великої рогатої худоби встановлено 4 класи: еліта-рекорд, еліта, 1-й і 2-й класи;
- для коней З класи: еліта, 1-й і 2-й класи
- для свиней 4 класи: еліта, 1,2 і 3-й класи.
- чистопородних тонкорунних овець поділяють на 4 класи, причому найкращих тварин з 1-го класу виділяють в елітну групу.

Тварин, що не відповідають показникам класності, відносять до групи некласних.
Після визначення класів тварин розподіляють по групах: племінне ядро, виробнича група, на продаж, брак — на відгодівлю. Завершується бонітування складанням плану парування тварин на наступний рік, розробкою рекомендацій щодо дальшого ведення племінної роботи на фермах і заходів по організації годівлі, утримання та експлуатації дорослих тварин і молодняка.

## Результати бонітування
За результатами бонітування складаються, звіти про результати бонітування, в інших випадках — акти про підсумки класного бонітування, заповнюються виробничо-бонітувальні журнали, Індивідуальні бланки бонітування. Станом на затверджений в Інструкції термін (в більшості — за станом на 1 січня кожного року), результати бонітування подаються:
- до 20 січня — Міністерству агропромислового комплексу Автономної Республіки Крим, головним управлінням сільського господарства і продовольства обласних державних адміністрацій для затвердження;
- до 1 лютого — організаціям (установам), визначеним Міністерством аграрної політики України, для зведення.

Організації (установи), визначені Міністерством аграрної політики України:
- проводять аналіз результатів бонітування у розрізі порід, напрямку їх продуктивності та статевовікових груп;
- визначають племінну цінність стад;
- затверджують результати бонітування;
- подають зведені дані та аналіз бонітування Міністерству аграрної політики України до 25 лютого кожного року.

Зведені дані та аналіз бонітування використовується для розробки і коригування загальнодержавних програм селекції.